# Sporting Club Fives
O Sporting Club Fives foi um clube de futebol francês de Fives, um subúrbio a leste de Lille. Fundado em 1901, o clube fundiu-se com o Olympique Lillois em 1944 para formar o Lille OSC.

## Campanhas de destaque
- Championnat de France
  - Vice-campeão: 1934
- Coupe de France
  - Finalista: 1941